# Río Seco (La Laguna)
El río Seco es un curso de agua que nace en las cercanías del paso Agua Negra y desemboca en el río La Laguna de la cuenca del río Elqui.

## Historia
Luis Risopatrón lo describe en su Diccionario Jeográfico de Chile en 1924 sobre el río:: 239 
Seco (Río). Corre hacia el W i afluye a la margen E del curso inferior del de La laguna, del Turbio.